# Тіяна Богданович
Тіяна Богданович (серб. Тијана Богдановић, нар. 4 травня 1998) — сербська тхеквондистка, срібна призерка Олімпійських ігор 2016 року, бронзова призерка Олімпійських ігор 2020 року.

## Виступи на Олімпіадах
| Олімпіада           | Дисципліна | Місце |
| ------------------- | ---------- | ----- |
| Ріо-де-Жанейро 2016 | до 49 кг   | 2     |
| Ріо-де-Жанейро 2020 | до 49 кг   | 3     |

## Зовнішні посилання
- Тіяна Богданович — олімпійська статистика на сайті Sports-Reference.com (англ.) (архівна версія)